# Flesh Feast
Flesh Feast ist ein 1967 entstandener Horrorfilm mit dem 1940er-Jahre-Hollywoodstar Veronica Lake in der Hauptrolle. Sie verkörpert hier „eine auf plastische Chirurgie spezialisierte Ärztin und Tochter eines KZ-Opfers, deren Behandlungsmethoden den Einsatz von fleischfressenden Maden beinhaltet“.

## Handlung
Dr. Elaine Frederick ist eine Biologin mittleren Alters, die sich auf die Erforschung „ewiger Jugend“ spezialisiert hat. Sie meint dafür eine Methode gefunden zu haben, die den Einsatz fleischfressender Maden vorsieht. Die gefräßigen, kleinen Racker bevorzugen Menschenfleisch. Dafür organisiert die mit ziemlich wenigen Skrupeln behaftete Wissenschaftlerin schon mal den einen oder anderen Leichnam zu Probezwecken und schlachtet ihn aus. Als man in Florida Dr. Frederick anspricht, ob sie nicht einen sehr anspruchsvollen Auftrag in Sachen plastischer Chirurgie annehmen möchte, ahnt sie nicht, was auf sie zukommt. 

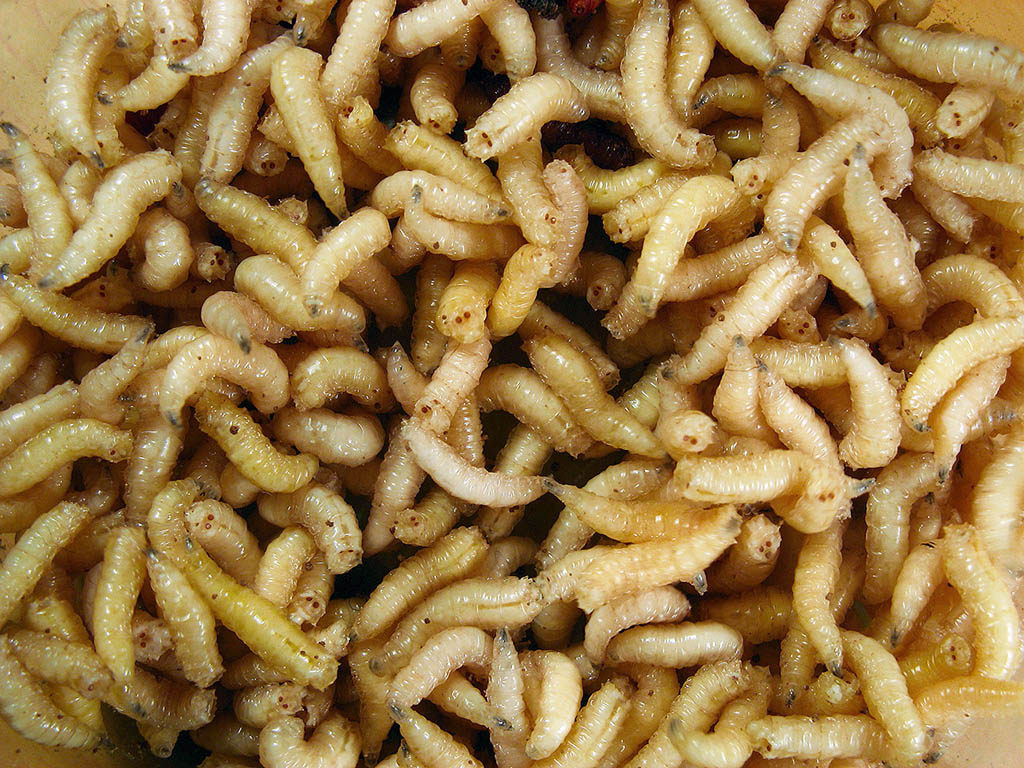
Die „Helden“ des Films: Maden

 Frederick soll für ihre Auftraggeber, einen Ring von Alt-Nazis unter der Führung eines gewissen Carl Schumann, mit ihrem biologischen Wissen nicht weniger als eine Wiederherstellung, eine körperliche Regeneration Adolf Hitlers bewerkstelligen.
Dr. Frederick willigt ein, aber aus ganz anderen Gründen, als die ewig Gestrigen vermuten. Sie plant nicht weniger, als die Wiederherstellung des menschlichen Monsters zu schaffen, um Hitler dann mittels ihrer fleischfressenden Maden um so bestialischer wieder töten zu können. Der Grund: sie will blutige Rache am „Führer“ nehmen, da ihre Mutter einst in einem Konzentrationslager als Versuchskaninchen für medizinische Experimente mit ebensolchen Maden missbraucht wurde. Um keinen Argwohn zu erregen, behauptet sie, dass ihre Maden zur Wiederherstellung des in die Jahre gekommenen „Führers“ unbedingt vonnöten sind. Doch genau das Gegenteil ist der Fall, und die wahnsinnig gewordene Alte zieht ihre bestialische Absicht gnadenlos durch und streut ihre hungrigen Fleischfresser über Hitlers soeben wiederhergestelltes Gesicht. Während der im Gesicht zerfressene „Führer“ unter Schmerzen schreit, grüßt ihn die wie irre lachende Forscherin spöttisch mit der erhobenen Rechten mit „Heil Hitler“.

## Produktionsnotizen
Flesh Feast wurde 1967 in Miami Beach gedreht und am 20. Mai 1970 in Bridgeport (Connecticut) uraufgeführt. In Deutschland lief der Streifen nicht an. Flesh Feast war der letzte Film des Altstars Veronica Lake, der hier auch als Co-Produzentin in Erscheinung trat.

## Kritiken
Kay Wenigers Das große Personenlexikon des Films nannte in Veronica Lakes Biografie ihren letzten Film eine „abstruse Billigstproduktion“, und für US-Kritiker Leonard Maltin war Flesh Feast ein „peinliches, amateurhaftes Blutfest“.